# Ur-Zababa
Ur-Zababa a sumer királylista szerint Kis királya Sarrukínt megelőzően. E lista szerint a IV. kisi dinasztiát alapító Ku-Baba unokája, és az Aksaktól a hatalmat visszaszerző Puzur-Szín fia. 400 év uralkodás után egy közelebbről ismeretlen személy, Szimudár, és még négy uralkodó követte a trónon, mielőtt az uruki Lugalzaggeszi legyőzte volna a várost. Ugyanez a szöveg közli azt is, hogy Sarrukín az ő pohárnoka volt, mielőtt király lett Agadében, majd megszerezte a Kis feletti uralmat is, valamint legyőzte Urukot is. Ebből arra lehetne következtetni, hogy Ur-Zababát Lugalzaggeszi győzte le, és Sarrukín tőle vette át Kist, viszont Sarrukín szövegei Ur-Zababa legyőzéséről is szólnak, Lugalzaggeszi pedig egyáltalán nem említi sem Kist, sem Ur-Zababát. Az Ur-Zababát követő kisi uralkodók viszont teljesen értelmezhetetlenek.
A kisi uralkodók évnevei nem maradtak fenn – a sumer királylista egyetlen példánya említ hihető  hatéves uralkodási időt a 400 helyett –, egykorú szöveg nem említi őket. A Sarrukín-legendák legalább fél évezreddel későbbiek, és mitikus megközelítésben adják elő Ur-Zababa és Sarrukín viszonyát. Nagyon valószínű, hogy Ur-Zababa csak egy mitikus személy, akinek szerepe a Sarrukín-legendában annyi, hogy tőle szerzi meg az Akkád és Kis feletti hatalmat, míg a Sumer területet Lugalzaggeszitől. A saját halálos ítéletét hordozó követ egy irodalmi toposz, amely a homéroszi Iliaszban Bellerophón révén világirodalmi hagyomány lett.
Az Ur-Zababa név a sumer nyelvből származik, annak ellenére, hogy Kisben ekkor már sémi nyelvű törzsek éltek. Az „ur” rendkívül sok jelentésű szó. Az itt alkalmazható jelentés lehet az „ember”, vagy valakinek a „saját teste”, esetleg mutató névmás is lehet („olyan mint”). A Zababa istennév Kis város ősi háborúistene. A név jelentése tehát „Zababa embere”, vagy „aki olyan, mint Zababa”.